# アトレウスの宝庫

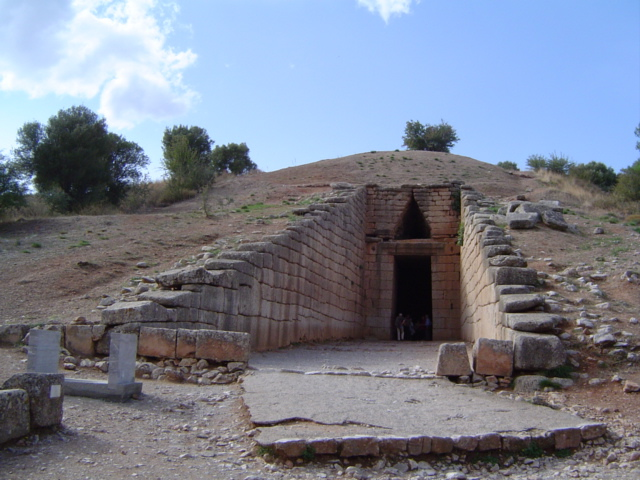
入り口

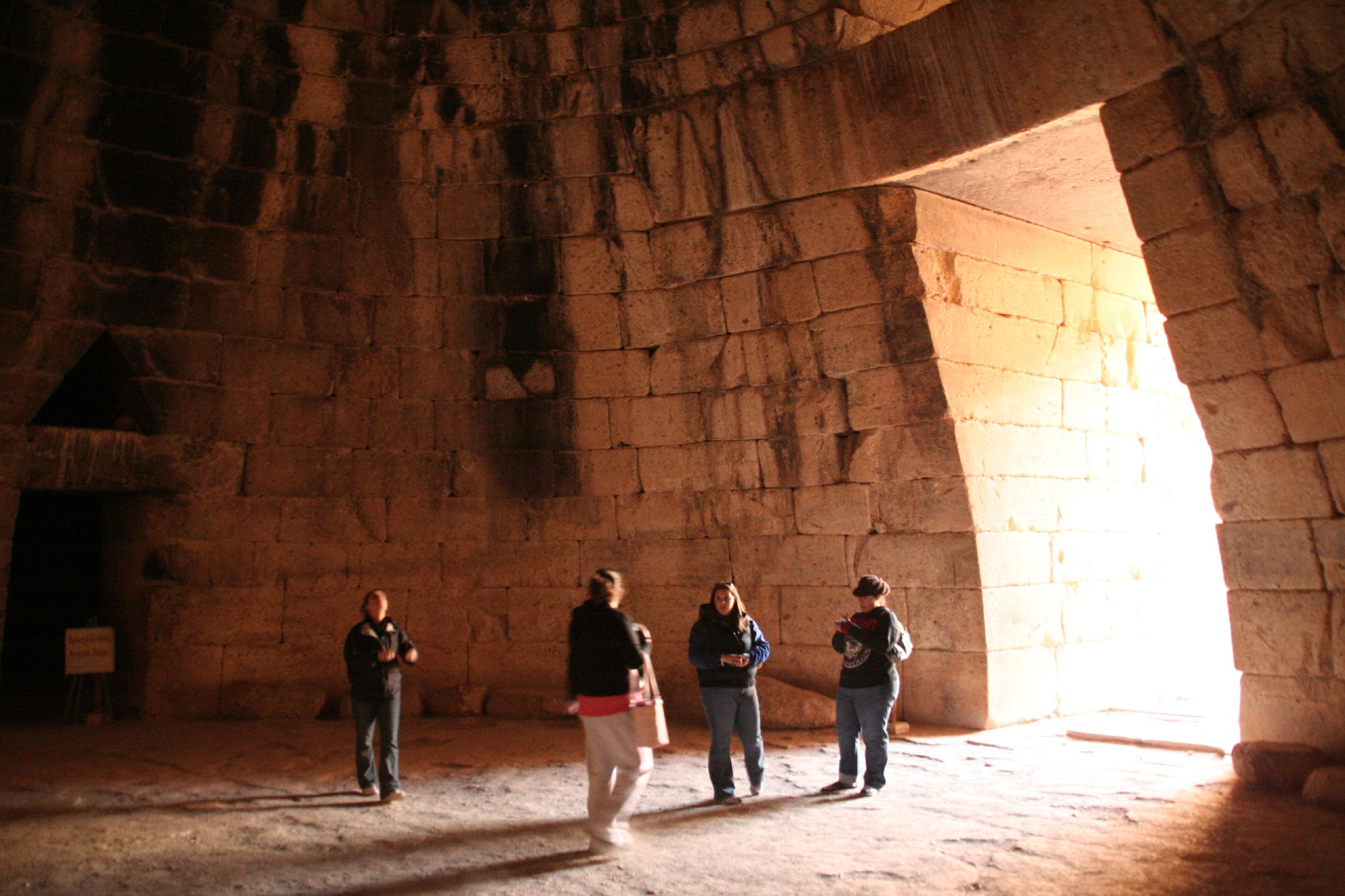
内部

アトレウスの宝庫（Treasury of Atreus）またはアガメムノンの墓（Tomb of Agamemnon）はギリシャのミケーネにある蜂窩状墳墓で、紀元前1250年ごろに建設された。入り口の上にあるまぐさ石は120トンの重量がある。墓として使われていた期間は不明。パウサニアスの著作で言及されており、ドイツの考古学者ハインリヒ・シュリーマンが1879年にミケーネのアクロポリスのアゴラ地下に竪穴式墳墓を発見したときには既に見つかっていた。
この墓は、おそらくミケーネの要塞都市を再建した君主かその後継者の遺体を安置したものと思われる。その様式はミケーネ文明の他の墳墓と同じで、ミケーネとアルゴリスの要塞都市の周囲に他に9つの墳墓がある。しかし、その威厳に満ちた姿から、ミケーネ時代の現存する最も印象的な遺跡の1つとされている。

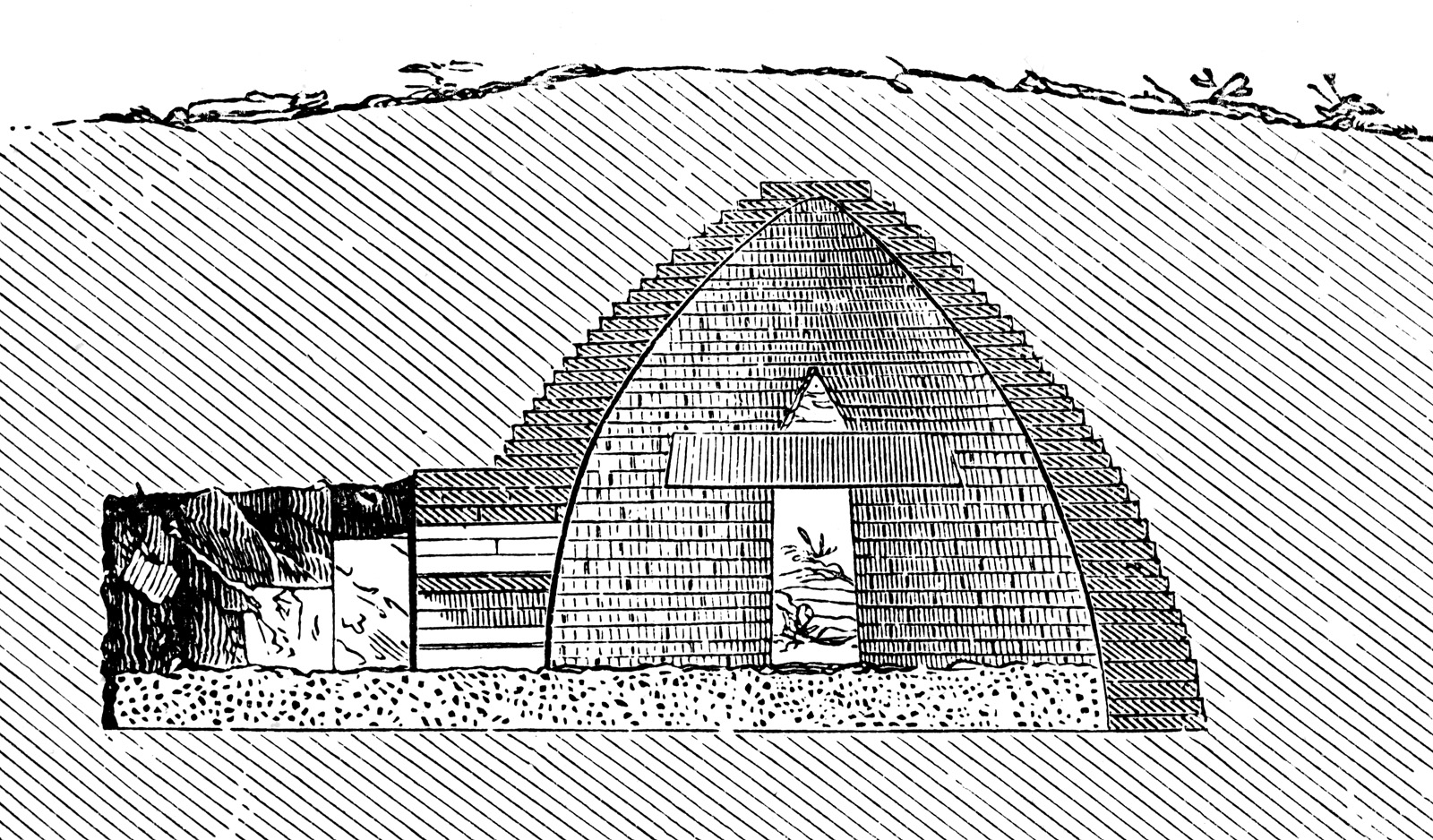
断面図

円形の半地下の部屋で、擬似アーチ方式でオジーヴ穹窿的形状のドームになっている。室内の高さは13.5m、直径は14.5mで、建設後千年以上の間、高さも広さも世界一のドームだった。長期間その姿を保つため、巨石の配置には細心の注意が払われている。そのため、内壁は非常に滑らかで、その上に金や銀や青銅で装飾していたと思われる。
墓には傾斜したむき出しの通路（ドローモス）から入る。通路は36mあり、両側に空積みの石壁がある。円形の部屋から実際の埋葬室につながる通路があり、埋葬室はほぼ立方体の形状に掘りぬかれている。
入り口の門は贅沢に飾られていた。両側に緑色の石灰石の半柱があって、ジグザグ模様で飾られ、アーキトレーブにはローゼット模様の装飾帯があり、アーキトレーブの上の開口部を閉じるように赤い大理石の帯が配され、らせん状の飾りつけがなされていた。古代エジプトの影響を受けた柱頭は、ペルガモン博物館にある。他にも、赤い斑岩と緑色のアラバスターを象嵌した装飾品もある。